# Hans-Eric Beijbom
Hans-Eric Beijbom, född 1916 i Danderyd, Stockholms län, död 1994, var en svensk konstnär.
Beijbom studerade vid konstakademien i Dresden och Högre konstindustriella skolan i Stockholm samt vid Welamsons målarskola. Hans konst består av landskap och gatumotiv från stockholmstrakten, Skåne och Västkusten i akvarell. Beijbom är representerad vid Trelleborgs museum.